# 鞆之浦的爱慕之情
《鞆之浦的爱慕之情》（日语：鞆の浦慕情）是日本女歌手岩佐美咲（偶像團體AKB48成員）的第3張單飛演歌單曲作品，於2014年1月8日由德間日本通訊（徳間ジャパンコミュニケーションズ）發售。

## 概要
分為「生产限定盤」及「通常盤」的2種形式發售。
与前两张单曲同样，收錄了AKB48的歌曲演歌版本，这次是《恋爱的幸运饼干》。
同时，两个版本的第二B面曲分别收录了翻唱专辑《点播·翻唱》选曲中歌迷投票第一名的《红色的麝香豌豆》和第十三名，恰好在专辑收录范围外的《異邦人》。
在写作主打曲歌词时，秋元康将主题设定为海与港口，因此选择了动画电影《崖上的波妞》的原型地，美国电影《金鋼狼：武士之戰》的拍摄地，广岛县福山市的鞆之浦为歌词主题，而MV则是在2013年11月22日与该地拍摄。岩佐美咲还因为这首歌被福山市任命为「福山・鞆之浦応援特別大使」。

## 销售成绩
在2014年1月20日公布的Oricon单曲周榜上，岩佐美咲取得了自己的第一个周冠。演歌类单曲上次获得周冠还是4年5个月前同事务所前辈冰川清志（氷川きよし）的《心动伦巴》（2009年8月19日发行）。而作为10-20岁演歌歌手获周冠则是自城之内早苗的《紫阳花桥》（1986年6月11日发行）以来27年7个月未曾有过的事情。
但是，在销售数量约1.2万上，则是历史上首次进榜便得周冠的作品中最少的记录，之前保持这一纪录的则是6年前AAA发行的的《MIRAGE》。但在首次进榜便得周冠的作品外还有植村花菜《廁所的神明》（トイレの神様），其所保持的2011年1月10日公布周榜上约1.1万张的成绩為垫底記錄。

## 收錄曲目

### 生产限定盤
1. 《鞆之浦的爱慕之情》（鞆の浦慕情）[3:58]
（作詞：秋元康、作曲：宮島律子、編曲：野中MASA雄一（日语：野中“まさ”雄一））
2. 《恋爱的幸运饼干》（恋するフォーチュンクッキー）〈演歌版本〉[4:04]
（作詞：秋元康、作曲：伊藤心太郎（日语：伊藤心太郎）、編曲：増田武史（日语：eyelis））
3. 《異邦人》[3:48]
（作詞、作曲：久保田早紀、編曲：伊藤心太郎）
久保田早紀的單曲翻唱。
4. 《鞆之浦的爱慕之情》（off vocal ver.）
5. 《恋爱的幸运饼干》〈演歌版本〉（off vocal ver.）
6. 《異邦人》（off vocal ver.）

DVD
1. 《鞆之浦的爱慕之情》 MUSIC VIDEO
2. 《恋爱的幸运饼干》〈演歌版本〉特典映像
3. 《鞆之浦的爱慕之情》 MAKING VIDEO

### 通常盤
1. 《鞆之浦的爱慕之情》
2. 《恋爱的幸运饼干》〈演歌版本〉
3. 《红色的麝香豌豆》（赤いスイートピー）[3:40]
（作詞：松本隆、作曲：呉田軽穂、編曲：佐佐木裕）
松田聖子的單曲翻唱，曾收录于岩佐美咲的第一张翻唱专辑《点播·翻唱》中。
4. 《鞆之浦的爱慕之情》（off vocal ver.）
5. 《恋爱的幸运饼干》〈演歌版本〉（off vocal ver.）
6. 《红色的麝香豌豆》（off vocal ver.）

## 備註
1. ↑  . 德間日本通訊. 德間日本通訊官方网站. 2013-11-30  [2013-11-30]. （原始内容存档于2019-07-25） （日语）.
2. ↑  . 读卖新聞. 2014-01-09  [2014-01-19]. （原始内容存档于2014-01-12） （日语）.
3. ↑  . excite. 2013-11-30  [2014-01-19]. （原始内容存档于2014-01-16） （日语）.
4. ↑  . 福山市官方主页.   [2014-01-19]. （原始内容存档于2016-04-27） （日语）.
5. ↑  . Natalie. 2014-01-07  [2014-01-19]. （原始内容存档于2019-12-07） （日语）.
6. ↑  . ORICON STYLE. 2014-01-14  [2014-01-14]. （原始内容存档于2014-03-21） （日语）.

## 外部連結
- 德間日本通訊 岩佐美咲介紹網頁 （页面存档备份，存于）
- 官方Youtube频道上的视频
  - YouTube上的岩佐美咲《鞆之浦的爱慕之情》
  - YouTube上的岩佐美咲《恋爱的幸运饼干 演歌版本》